# Luca Aerni
Luca Aerni (* 27. März 1993 in Châtel-Saint-Denis) ist ein Schweizer Skirennfahrer. Er gehört dem A-Kader von Swiss-Ski an, seine stärkste Disziplin ist der Slalom. Den grössten Erfolg feierte er 2017 mit dem Weltmeistertitel in der Kombination.

## Biografie
Aerni stammt aus Grosshöchstetten im Kanton Bern, verbrachte aber einen grossen Teil seiner Jugend in Crans-Montana im Kanton Wallis. Ab November 2008 nahm er im Alter von 15 Jahren an nationalen Juniorenrennen teil, ab Januar 2009 auch an FIS-Rennen. Nachdem ihm im Januar 2011 der erste Sieg in einem FIS-Rennen gelungen war, folgten die ersten Einsätze im Europacup. Bei den Juniorenweltmeisterschaften 2012 in Roccaraso gewann er die Bronzemedaille im Mannschaftswettbewerb. Ende der Saison 2011/12 gewann er den Schweizer Meistertitel in der Super-Kombination.
Zu Beginn der Saison 2012/13 konnte sich Aerni im Europacup etablieren und erzielte mehrere Top-10-Platzierungen. Er wurde daraufhin für den City-Event-Parallelslalom am Neujahrstag 2013 in München nominiert, wobei er den Quotenplatz des verletzten Beat Feuz übernahm. Obwohl er bereits im Achtelfinale ausschied, erhielt er seine ersten Weltcup-Punkte gutgeschrieben. Zwei Tage später, am 3. Januar 2013, entschied Aerni erstmals ein Europacuprennen für sich. Bei den Juniorenweltmeisterschaften 2013 gewann er die Silbermedaille im Mannschaftswettbewerb und wurde Vierter im Slalom. Beim Slalom von Bormio am 6. Januar 2014 stiess er im zweiten Lauf vom 27. auf den 10. Schlussrang vor und realisierte so seine erste Top-10-Klassierung in einem Weltcuprennen. 18 Tage später erzielte er sein bis dahin bestes Weltcupergebnis mit Platz 5 im Slalom von Kitzbühel. Bei den Juniorenweltmeisterschaften 2014 gewann er zwei weitere Silbermedaille (Mannschaftswettbewerb und Slalom). Letztlich war er mit dem Schweizer Team beim Saisonfinale in Lenzerheide am 14. März 2014 vor den USA und Österreich siegreich.
In der Saison 2014/15 konnte sich Aerni nur einmal in den Top 10 eines Weltcuprennens klassieren; fünfmal schied er entweder aus oder schaffte er nicht die Qualifikation für den zweiten Durchgang. Ein ähnliches Bild bot sich in der Saison 2015/16: Dem fünften Platz im Slalom von Madonna di Campiglio am 22. Dezember 2015 standen weitere fünf Nuller entgegen. Auch die Saison 2016/17 verlief zunächst im gleichen Muster, mit drei Top-10-Platzierungen und vier Ausfällen. Dank eines siebten Platzes in der Kombination von Santa Caterina am 29. Dezember 2016 sicherte er sich auch in dieser Disziplin einen Startplatz für die Weltmeisterschaften 2017 in St. Moritz. Dort erhielt er von den Trainern den Vorzug gegenüber Lauberhorn-Kombinationssieger Niels Hintermann und fuhr in der Kombinationsabfahrt auf den 30. Platz, was es ihm erlaubte, im Slalomlauf als Erster anzutreten. Mit deutlicher Bestzeit liess er sämtliche nach ihm Gestarteten hinter sich, woraufhin er mit einer Hundertstelsekunde Vorsprung auf Marcel Hirscher überraschend die Goldmedaille gewann. Zum Abschluss der Saison gewann er zwei Schweizer Meistertitel.
Zum Auftakt der Saison 2017/18 erzielt Aerni mit Platz 4 im Slalom von Levi das bis dahin beste Weltcupergebnis seiner Karriere. Am 22. Dezember 2017 belegte er mit nur vier Hundertstelsekunden Rückstand auf Sieger Marcel Hirscher im Nachtslalom von Madonna di Campiglio erstmals einen Podiumsplatz. Bei den Olympischen Winterspielen 2018 in Pyeongchang gewann der 24-Jährige im erstmals ausgetragenen Mannschaftswettbewerb am 24. Februar im Schweizer Team (mit Wendy Holdener, Denise Feierabend, Daniel Yule und Ramon Zenhäusern) die Goldmedaille.
2025 gewann Aerni bei den Weltmeisterschaften in Saalbach gemeinsam mit Wendy Holdener, Delphine Darbellay und Thomas Tumler die Silbermedaille im Mannschaftswettbewerb.

## Erfolge

### Olympische Spiele
- Pyeongchang 2018: 1. Mannschaftswettbewerb, 11. Alpine Kombination, 19. Riesenslalom
- Peking 2022: 14. Slalom

### Weltmeisterschaften
- St. Moritz 2017: 1. Alpine Kombination, 4. Mannschaftswettbewerb, 19. Slalom
- Åre 2019: 8. Alpine Kombination
- Saalbach 2025: 2. Mannschaft

### Weltcup
- 22 Platzierungen unter den besten zehn in Einzelrennen, davon 1 Podestpatz
- 1 Sieg bei Mannschaftswettbewerben

### Weltcupwertungen
| Saison  | Gesamt | Gesamt | Riesenslalom | Riesenslalom | Slalom | Slalom | Kombination | Kombination |
| Saison  | Platz  | Punkte | Platz        | Punkte       | Platz  | Punkte | Platz       | Punkte      |
| ------- | ------ | ------ | ------------ | ------------ | ------ | ------ | ----------- | ----------- |
| 2012/13 | 94.    | 37     | –            | –            | 36.    | 37     | –           | –           |
| 2013/14 | 65.    | 90     | –            | –            | 21.    | 90     | –           | –           |
| 2014/15 | 92.    | 50     | –            | –            | 27.    | 50     | –           | –           |
| 2015/16 | 87.    | 75     | –            | –            | 29.    | 75     | –           | –           |
| 2016/17 | 46.    | 176    | –            | –            | 15.    | 140    | 15.         | 36          |
| 2017/18 | 25.    | 333    | 36.          | 28           | 7.     | 305    | –           | –           |
| 2018/19 | 77.    | 77     | –            | –            | 30.    | 63     | 31.         | 14          |
| 2019/20 | 96.    | 56     | –            | –            | 50.    | 18     | 17.         | 38          |
| 2020/21 | 46.    | 197    | –            | –            | 14.    | 197    | –           | –           |
| 2021/22 | 64.    | 125    | –            | –            | 24.    | 125    | –           | –           |
| 2022/23 | 74.    | 77     | –            | –            | 26.    | 77     | –           | –           |
| 2023/24 | 54.    | 145    | 49.          | 7            | 19.    | 138    | –           | –           |
| 2024/25 | 46.    | 194    | 20.          | 120          | 29.    | 74     | –           | –           |

### Europacup
- Saison 2012/13: 4. Slalomwertung
- Saison 2019/20: 7. Kombinationswertung
- Saison 2020/21: 3. Kombinationswertung
- 6 Podestplätze, davon 1 Sieg:

| Datum          | Ort      | Land       | Disziplin |
| -------------- | -------- | ---------- | --------- |
| 3. Januar 2013 | Chamonix | Frankreich | Slalom    |

### Juniorenweltmeisterschaften
- Crans-Montana 2011: 36. Slalom
- Roccaraso 2012: 3. Mannschaftswettbewerb, 12. Slalom, 23. Abfahrt
- Québec 2013: 2. Mannschaftswettbewerb, 4. Slalom, 10. Abfahrt
- Jasná 2014: 2. Slalom, 2. Mannschaftswettbewerb, 5. Riesenslalom

### Weitere Erfolge
- 4 Schweizer Meistertitel (Super-Kombination 2012, Slalom 2015 und 2017, Kombination 2017)
- 6 Siege in FIS-Rennen